# Cortodera wewalkai
Cortodera wewalkai là một loài bọ cánh cứng trong họ Cerambycidae.